# Krokveggen
Krokveggen (norwegisch für Krumme Wand) ist eine steile Felswand im ostantarktischen Königin-Maud-Land. In der Sør Rondane bildet sie die Westflanke des Mefjell.
Wissenschaftler des Norwegischen Polarinstituts benannten sie 1988 deskriptiv.